# Oleg Jurjewitsch Gagin
Oleg Jurjewitsch Gagin (russisch Олег Юрьевич Гагин; * 7. Juli 1957) ist ein ehemaliger russischer Handballspieler und Handballtrainer.
Oleg Gagin, der insgesamt 44 Länderspiele bestritt, gewann 1982 mit der sowjetischen Nationalmannschaft die Weltmeisterschaft. Für diesen Erfolg erhielt er die Auszeichnung Verdienter Meister des Sports der UdSSR. Beim Supercup in Deutschland gewann er 1981 und 1985 die Goldmedaille sowie 1983 die Silbermedaille. Den World Cup in Schweden gewann er mit dem Team 1984. Bei den Wettkämpfen der Freundschaft 1984 wurde man Zweiter. Beim Ostseepokal 1986 in Dänemark belegte die sowjetische Auswahl ebenfalls den zweiten Platz. Mit der sowjetischen Juniorennationalmannschaft gewann er die U-21-Handball-Weltmeisterschaft der Männer 1977. Mit der russischen Auswahl gewann er die Völker-Spartakiade.
Mit MAI Moskau besiegte er im Europapokal der Pokalsieger 1976/77 den SC Magdeburg im Finale mit 18:17. Im Jahr 1986 war Gagin der erste sowjetische Handballspieler, dem die Freigabe für einen Wechsel nach Deutschland erlaubt wurde. Mit dem TSV Milbertshofen gewann er 1990 den DHB-Pokal.
Nach seiner aktiven Karriere trainierte Gagin die Vereine CSG Erlangen, FRISCH AUF! Göppingen, TV Bissendorf-Holte und HSG Römerwall.